# Glaucidium hardyi
El mochuelo amazónico, buhíto amazónico, caburé amazónico, pavita amazónica o lechucita amazónica  (Glaucidium hardyi) es una especie de búho de la familia Strigidae. La especie es nativa de las amazonas, incluyendo Bolivia, Brasil, Guyana Francesa, Guyana, Perú, Venezuela. Habita los bosques húmedos tropicales y subtropicales.  No tiene subespecies reconocidas.